# (1237) Geneviève
(1237) Geneviève est un astéroïde de la ceinture principale découvert le 2 décembre 1931 par l'astronome français Guy Reiss qui le nomma du prénom de sa fille Geneviève.